# Fusillade de Lekki de 2020
La fusillade de Lekki de 2020 est survenue dans la nuit du 20 octobre 2020, vers 18 h 50, des élèments de l'armée nigériane ont ouvert le feu sur des manifestants non armés de l'association End SARS au poste de péage de Lekki, dans l'État de Lagos, au Nigeria. Amnesty International a déclaré qu'au moins 12 manifestants avaient été tués au cours de la fusillade. Le lendemain de l'incident, le 21 octobre, le gouverneur de l'État de Lagos, Babajide Sanwo-Olu, a d'abord nié les informations faisant état de pertes humaines, puis a admis dans une interview avec un journaliste de CNN que " seules deux personnes avaient été tuées ",.
L'armée nigériane a d'abord nié toute implication dans la fusillade, mais a ensuite déclaré qu'elle avait déployé des soldats au poste de péage sur ordre du gouverneur de l'État de Lagos,. Un mois après la fusillade, à la suite d'un documentaire de CNN sur la fusillade, l'armée nigériane a admis devant la commission d'enquête judiciaire de Lagos qu'elle avait déployé son personnel au poste de péage avec des balles réelles et des balles à blanc,.

## Contexte

### Précédents répressions de l'armée nigériane
L'armée nigériane est connue pour avoir ouvert le feu et tué des civils non armés lors d'incidents antérieurs, notamment le massacre de Zaria en 2015 et l'attaque de 2018 contre des musulmans chiites qui protestaient contre l'emprisonnement d'un religieux, au cours de laquelle 45 Nigérians ont été tués. Trois fils du cheikh El-Zakzaky ont été tués aux côtés d'une trentaine d'autres disciples du cheikh le 25 juillet 2014. Depuis le retour du pays à un régime civil en 1999, des soldats ont tué des civils non armés lors de plusieurs incidents, notamment : Odi, Zaki Biam, Baga, Zaria, et Abonema. L'incident survenu au péage de Lekki le 20 octobre 2020 va cependant à l'encontre des exemples ci-dessus, car les témoignages documentés dans le rapport fuité de la commission d'enquête judiciaire et le livre blanc ultérieur publié par le comité du gouvernement de l'État de Lagos pour examiner le rapport susmentionné ne soutiennent pas le récit selon lequel un massacre a effectivement eu lieu au péage de Lekki. Bien que les membres du panel se soient appuyés presque exclusivement sur le témoignage d'un témoin oculaire présumé pour parvenir à une conclusion, les témoignages d'experts du pathologiste et de deux équipes médico-légales engagées par le panel et le gouvernement de l'État de Lagos n'ont cependant pas soutenu le résumé du rapport de 309 pages.

### End SARS

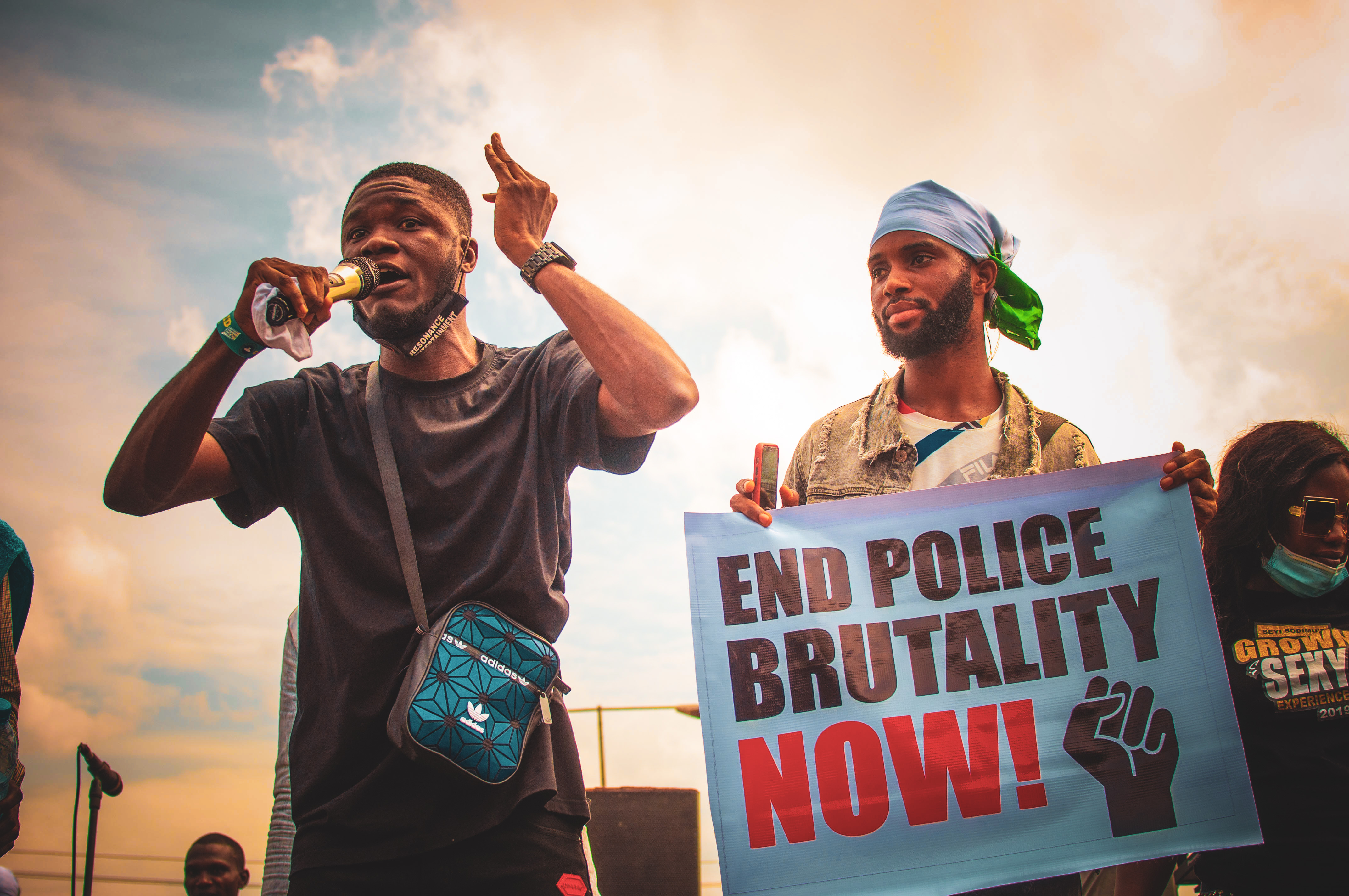
Manifestation contre les tueries extrajudiciaires perpétrées par le SARS au Nigeria.

End SARS est un mouvement social décentralisé et une série de manifestations de masse contre la violence policière au Nigeria. Le slogan appelle à la dissolution de l'escouade spéciale anti-braquage (SARS).
En 2016, un militant des droits de l'homme, Segun Awosanya, populairement connu sous le nom de Segalink, a lancé la campagne EndSARS sur les médias sociaux, incitant les autorités policières à annoncer une réforme de l'unité de police, mais rien n'a été réalisé à l'époque. En 2018, le rappeur nigérian Michael Ugochukwu Stephens, connu sous son nom de scène Ruggedman, a rejoint la campagne pour mettre fin à la brutalité policière en publiant un single intitulé "Is Police Your Friend ?".
Les protestations sont devenues plus populaires en 2017 sur Twitter en utilisant le hashtag #EndSARS pour demander au gouvernement nigérian de dissoudre et de réformer l'unité de police,,
Après quelques jours de nouvelles protestations, certains ont crié victoire lorsque, le dimanche 11 octobre 2020, la police nigériane a annoncé qu'elle allait dissoudre le SARS. Cependant, beaucoup ont noté que des promesses similaires avaient été faites ces dernières années et que le gouvernement prévoyait de réaffecter et de revoir les agents du SARS dans des centres médicaux plutôt que de les supprimer entièrement. La fusillade du péage de Lekki a rapidement mis fin au mouvement de protestation.

## Attaque
Dans la nuit du 20 octobre 2020, les forces armées nigérianes ont tiré sur des manifestants non armés au poste de péage de Lekki, à Lagos (Nigeria).
Selon Amnesty International, peu avant la fusillade, des caméras de télévision en circuit fermé auraient été retirées du poste de péage. Le gouvernement de l'État de Lagos a par la suite déclaré qu'il s'agissait de caméras laser et non de caméras de télévision en circuit fermé, comme cela avait été annoncé précédemment sur les réseaux sociaux. Loatsad Media a déclaré : " Mardi [20 octobre], lorsque le couvre-feu a été annoncé, nous avons tenu compte des avertissements du gouverneur et nous ne voulions pas que notre personnel soit en danger, c'est pourquoi, à 15 heures, notre personnel a reçu l'ordre de quitter le site et le panneau a été éteint conformément à la demande du gouverneur concernant le couvre-feu ". MTN et Airtel ont subi des pannes pendant les manifestations. MTN Nigeria s'est excusé plus tard dans la nuit pour la perte de couverture au moment de la fusillade. Le 21 octobre, l'Association of Licensed Telecommunications Operators of Nigeria (ALTON) a publié une déclaration expliquant que les temps d'arrêt du réseau pendant le massacre étaient dus aux dommages subis par les câbles en fibre optique sur les principales routes de la ville, ce qui a entraîné une congestion et de mauvais services de réseau. Après un message diffusé sur les médias sociaux selon lequel les manifestants seraient en sécurité s'ils chantaient l'hymne national et agitaient le drapeau nigérian. Les manifestants se sont assis, bras croisés, en chantant l'hymne national et en agitant le drapeau nigérian en signe de répit. Une vingtaine de militaires armés se sont approchés et une vidéo de l'événement montre qu'ils élèvent la voix en chantant alors que les soldats armés leur tirent dessus.
Un DJ nigérian populaire, DJ Switch, a diffusé en direct l'événement sur Instagram pendant et après la fusillade. Dans la vidéo, ils ont tenté de retirer une balle de la jambe d'un homme abattu, en attachant un drapeau nigérian autour de sa jambe,. Le disc-jockey nigérian DJ Switch a réalisé une vidéo en livestream de la fusillade sur son compte Instagram. Bien que de nombreuses autres vidéos et séquences de témoins oculaires aient fait surface à la suite de la fusillade, le livestream allait s'avérer être une preuve décisive de la fusillade. Dans une vidéo réalisée le 23 octobre, elle a précisé qu'elle avait assisté à la fusillade de sept personnes au moment où elle diffusait le live-stream sur Instagram. Elle a déclaré que des soldats et des policiers armés ont tiré sur elle et sur d'autres manifestants pacifiques de #EndSARS au péage de Lekki dans la nuit du 20 octobre et que parmi eux se trouvaient des officiers de l'unité SARS dissoute. Elle a également déclaré que le nombre de morts était passé à quinze, mais qu'elle n'avait pas eu la possibilité d'enregistrer davantage, la batterie de son téléphone étant morte. Elle a ajouté qu'au moins 15 personnes avaient été tuées dans la fusillade et qu'elle et d'autres survivants avaient apporté les corps des victimes aux soldats qui les avaient emmenés. Elle a depuis quitté le pays pour le Canada à la suite de menaces de mort.
SBM Intelligence, société de conseil en matière de risques basée à Lagos, a estimé, sur la base de témoins et de services d'urgence, qu'au moins quarante-six personnes ont été tuées dans tout le Nigéria le mardi 20 octobre selon. Dans les heures qui ont suivi la fusillade, People's Gazette, un journal local, a rapporté que l'armée avait essayé de donner neuf corps à la police pour l'aider à les enterrer. La police a rejeté les corps.

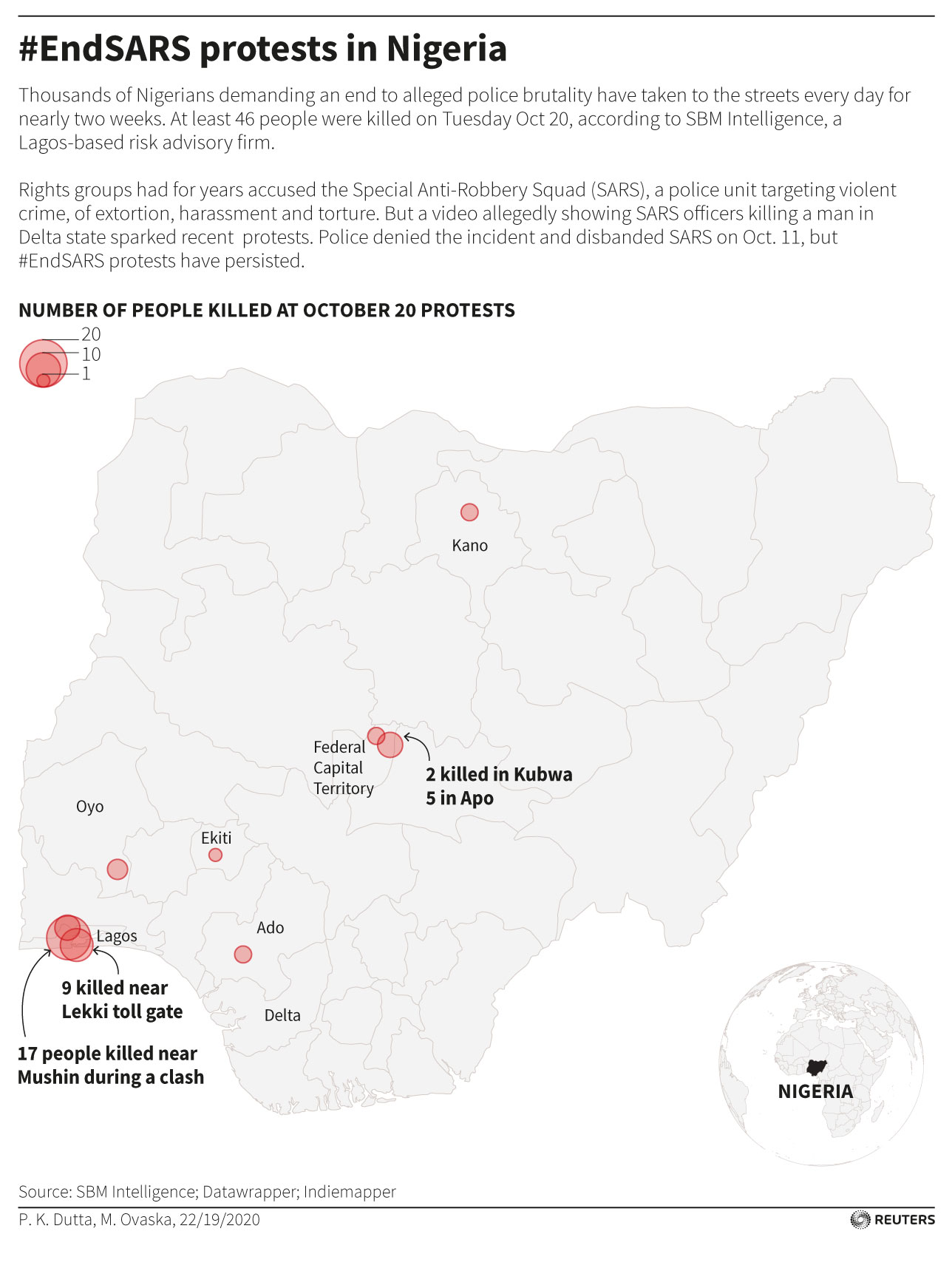
Graphique Reuters des décès au Nigeria le 20 octobre 2020.
Dans une analyse indépendante de l'attaque, The Wall Street Journal a enquêté sur divers clips provenant des réseaux sociaux et a conclu que le massacre avait bien eu lieu à Lekki. Un rapport détaillé du journal nigérian Premium Times a établi les événements qui ont conduit au massacre, une tentative de dissimulation et l'abandon des victimes par le gouvernement de l'État de Lagos.

## Victimes
Dans un rapport publié le 21 octobre, Amnesty International a déclaré qu'au moins 12 manifestants avaient été tués dans ce que l'organisation a qualifié d'" exécutions extrajudiciaires ". Un ancien responsable du marketing de la société de télécommunications Etisalat (aujourd'hui 9Mobile) figurerait parmi les victimes. Le gouverneur de l'État de Lagos, Babajide Sanwo-Olu, a démenti cette information en affirmant que personne n'avait été tué à Lekki. Il a ensuite indiqué sur Twitter qu'une personne était décédée à l'hôpital des suites d'un traumatisme crânien et que le lien avec la manifestation faisait l'objet d'une enquête. L'armée nigériane a nié être responsable de la fusillade et a déclaré sur Twitter que les informations diffusées par les médias étaient des " fake news ".
Selon des témoins, les militaires n'ont pas permis aux ambulances d'apporter de l'aide et ont retiré les cadavres du lieu de la fusillade.
Lors d'une déposition faite en avril et mai 2021 devant le comité judiciaire de l'État de Lagos, un témoin a déclaré que, d'après son estimation basée en partie sur des preuves vidéo, au moins 10 personnes étaient mortes lors de la fusillade. Selon le rapport de Premium Times, elle a pu compter cinq corps sur les vidéos avec de nombreuses autres blessures.

## Suites des événements
Le jour de la fusillade, le 20 octobre 2020, le gouvernement a imposé un couvre-feu dans toute la ville de Lagos, 24 heures sur 24, qui devait commencer à 16 heures et qui n'avait été annoncé que plus tôt dans la journée, vers 13 heures, via les réseaux sociaux. Les manifestants ont défié le couvre-feu, bien qu'il ait été prolongé jusqu'à 21 heures par le gouverneur de l'État de Lagos, en organisant plusieurs manifestations, et des coups de feu ont été entendus dans toute la ville. Quelques heures après le massacre, le gouverneur de l'État de Lagos a rendu visite aux victimes blessées dans les hôpitaux de Lagos. Dans une déclaration sur Twitter, il a attribué le massacre à "des forces échappant à notre contrôle direct".
Les jours qui ont suivi le massacre de Lekki ont été marqués par de nombreuses violences commises par des voyous qui n'étaient pas associés à la manifestation #EndSars. Le pillage des magasins, l'incendie et la destruction des propriétés des particuliers et du gouvernement dans certaines parties de Lagos ont commencé tard dans la nuit du massacre et se sont poursuivis le lendemain matin jusqu'à ce que des militaires soient déployés dans les rues de Lagos pour rétablir le calme et l'ordre.

## Réactions
- Dans une déclaration faite le 22 octobre 2020, le président du Nigeria Muhammadu Buhari a appelé au calme et a déclaré qu'il allait promouvoir les réformes de la police ; cependant, il n'a pas publié de déclaration ni reconnu le massacre au péage de Lekki[2].
- Le président des États-Unis, Joe Biden, a appelé le gouvernement nigérian à mettre fin à la " répression violente des manifestants "[23]. L'ancienne secrétaire d'État américaine Hillary Clinton a tweeté que les autorités nigérianes devraient " arrêter de tuer les jeunes manifestants #EndSARS "[23].
- La Haut-Commissaire des Nations unies aux droits de l'homme, Michelle Bachelet, a déclaré que " Il ne fait guère de doute qu'il s'agissait d'un cas d'usage excessif de la force, se traduisant par des meurtres illégaux à balles réelles, par les forces armées nigérianes "[2]. Le Secrétaire général de l'ONU, Antonio Guterres, a déclaré que le droit des Nigérians " à manifester pacifiquement doit être garanti " et que " la brutalité policière doit cesser, et les responsables d'actes d'une violence aussi dramatique doivent rendre des comptes "[2].
- La violence a été fermement condamnée par le président de la Commission de l'Union africaine[42]. Le ministre britannique des Affaires étrangères Dominic Raab a exprimé sa profonde préoccupation et son inquiétude face aux rapports faisant état de la mort de civils, appelant à la fin de la violence[38].
- Le footballeur international nigérian Odion Ighalo a déclaré qu'il avait honte du gouvernement nigérian[23],[43]. Des membres de l'équipe nationale féminine de football du Nigeria, dont Ngozi Okobi-Okeoghene, ont condamné le massacre[44].
- En solidarité et pour rendre hommage aux "héros tombés", le musicien nigérian Burna Boy a sorti une chanson intitulée 20:10:20, marquant le jour du massacre de Lekki[45].
- Le 21 novembre 2020, 34 jours après l'incident, l'armée nigériane a admis, après des semaines de déni, que ses militaires s'étaient déployés dans des véhicules militaires. Elle a également déclaré que les soldats avaient reçu des munitions réelles et à blanc[46], mais n'a pas précisé qui avait donné l'ordre. Cette déclaration intervient après des semaines de démenti de la part de l'armée nigériane, qui a affirmé que ses soldats n'avaient jamais été déployés au péage de Lekki la nuit du massacre.